# 친자
친자(親子)란 부모에게서 태어난 자녀인 친생자(親生子)와 입양에 의하여 자녀가 된 양자(養子)를 아울러 일컫는 말이다.

## 친생자
친생자(親生子)는 혼인한 부모 사이에서 태어난 혼인 중의 출생자와 혼인하지 않은 부모 사이에서 태어난 혼인 외의 출생자로 나뉜다.

### 혼인 중의 출생자
혼인 중의 출생자(혼생자)란 부모의 혼인 중에 태어난 자녀를 말하며, 부모의 혼인기간 중에 임신되어 그 혼인이 종료한 후에 태어난 자녀를 포함한다. 또, 부모의 혼인 전에 태어난 자녀라도 그 부모가 혼인을 하면 그때부터 혼인 중의 출생자로 본다.(민법 제855조제2항)

#### 남편의 친생자 추정
혼인이 성립한 날부터 200일 후 ~ 혼인관계가 종료한 날부터 300일 내에 태어난 자녀는 아내가 혼인 중에 임신한 것으로 추정하고, 이러한 자녀는 남편의 친생자로 법률상 강한 추정을 받는다.(민법 제844조) 여기서 '법률상 강한 추정을 받는다'는 것은 소송을 통해서만 친생자 추정을 번복할 수 있음을 뜻한다. 따라서, 민법 제844조에 따른 친생자 추정은 원칙적으로 친생부인의 소(민법 제846조 - 제851조)에 의해서만 번복할 수 있으며, 남편의 자녀를 임신할 수 없는 것이 명백한 별거상태에서 자녀를 임신한 경우에는 예외적으로 친생자관계존부확인의 소(민법 제865조)를 제기할 수 있다.
그러나, 이혼이나 남편의 사망으로 혼인관계가 종료한 후에 태어난 자녀에 대해서 혼인관계가 종료한 날부터 300일 내에 태어났다는 이유만으로 혼인관계가 종료한 후에 임신하거나 부부의 별거 중에 임신한 자녀처럼 명백히 (전)남편의 친생자가 아닌 경우까지도 일률적으로 (전)남편의 친생자로 추정하는 이 규정에 대해 헌법재판소는 2015년 4월 30일 헌법불합치 결정을 내렸다.

### 혼인 외의 출생자
혼인 외의 출생자(혼외자)란 법적으로 혼인하지 않은 남녀 사이에서 태어난 자녀를 말한다. 또, 부모의 혼인이 무효인 때에도 그 자녀는 혼외자로 본다.
생부는 혼외자를 인지(認知)할 수 있고, 생부와 혼외자 사이의 친자관계는 인지에 의하여 법적으로 성립한다. 생부가 혼외자에 대하여 친생자출생의 신고를 하면 그 신고는 인지의 효력이 있다.(가족관계의 등록 등에 관한 법률 제57조)

#### 준정
준정(準正)이란 혼외자의 친생부모가 혼인하여 혼외자가 혼인 중의 출생자로 되는 것을 말한다.(민법 제855조제2항)
준정은 생부의 인지(생부를 상대로 한 재판에 의한 인지를 포함한다)와 친생부모의 혼인을 요건으로 한다. 즉, 부모의 혼인 전에 인지가 된 혼외자는 부모가 혼인하면 그와 동시에 혼인 중의 출생자가 된다.(혼인에 의한 준정) 그러나, 부모가 혼인신고를 할 때까지 인지되지 않은 혼외자는 인지가 되어야 비로소 준정이 이루어진다.(인지에 의한 준정)
혼외자가 혼인 중의 출생자로 되는 준정의 효력은 부모가 혼인한 때부터 발생하는데,(민법 제855조제2항) 부모가 혼인한 후 인지에 의한 준정이 이루어진 경우에도 그 효력은 부모가 혼인한 때로 소급한다.

## 양자
양자(養子)는 입양에 의하여 자녀가 된 친자(親子)를 말한다.

### 과거의 법정친자
1990년까지는 양자 외에도 계모자(繼母子: 아버지의 재혼한 아내 - 남편의 전혼자녀) 및 적모서자(嫡母庶子: 아버지의 아내 - 남편의 혼외자) 관계에서 남편의 자녀를 아내의 법정친자로 규정하였으나, 1991년 1월 1일부터 이러한 관계는 입양이 없으면 친자관계로 보지 않는다.

## 같이 보기
- 친자검사